# Podenco portoghese

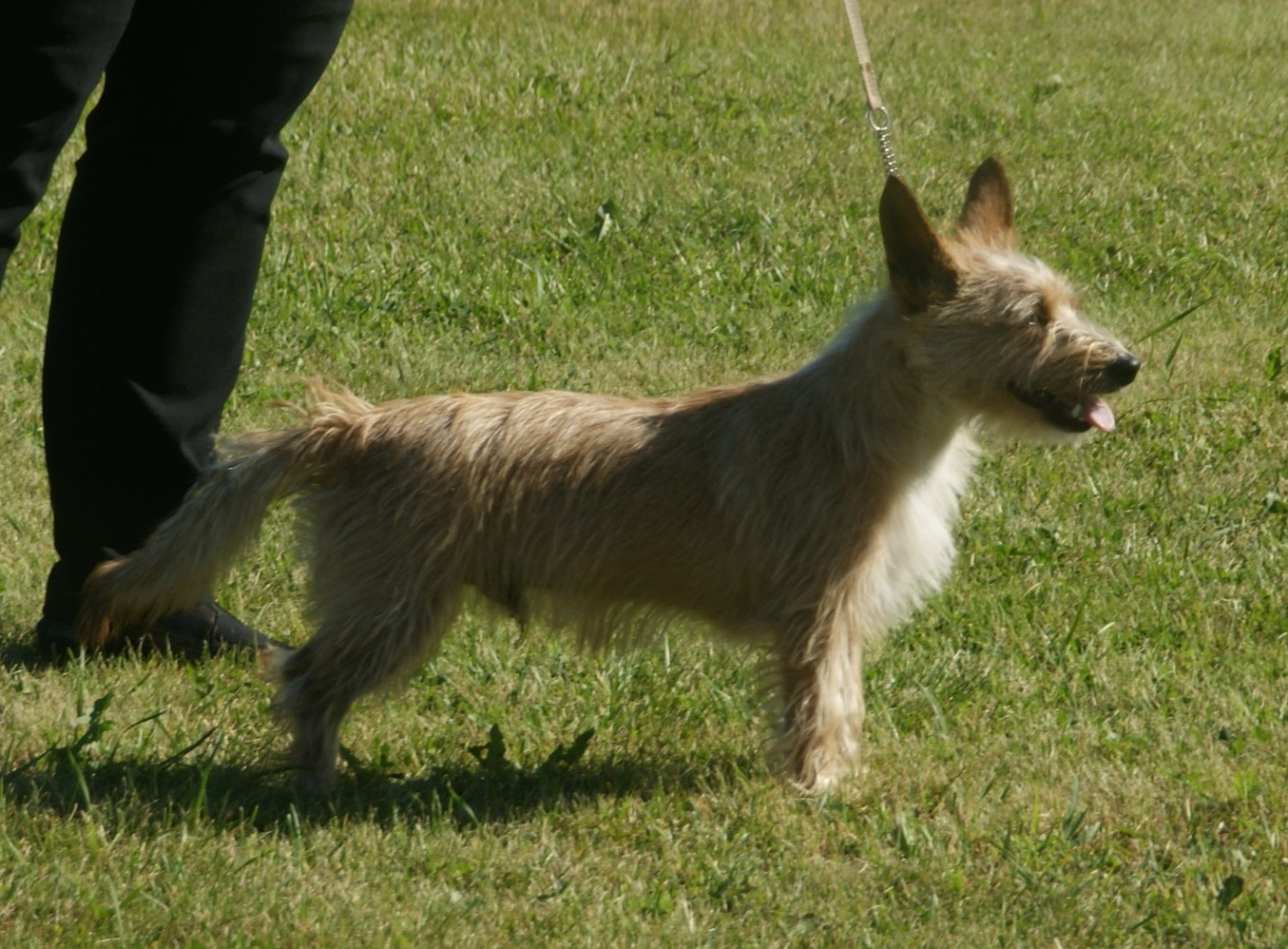
Podengo portoghese pegueno a pelo irsuto

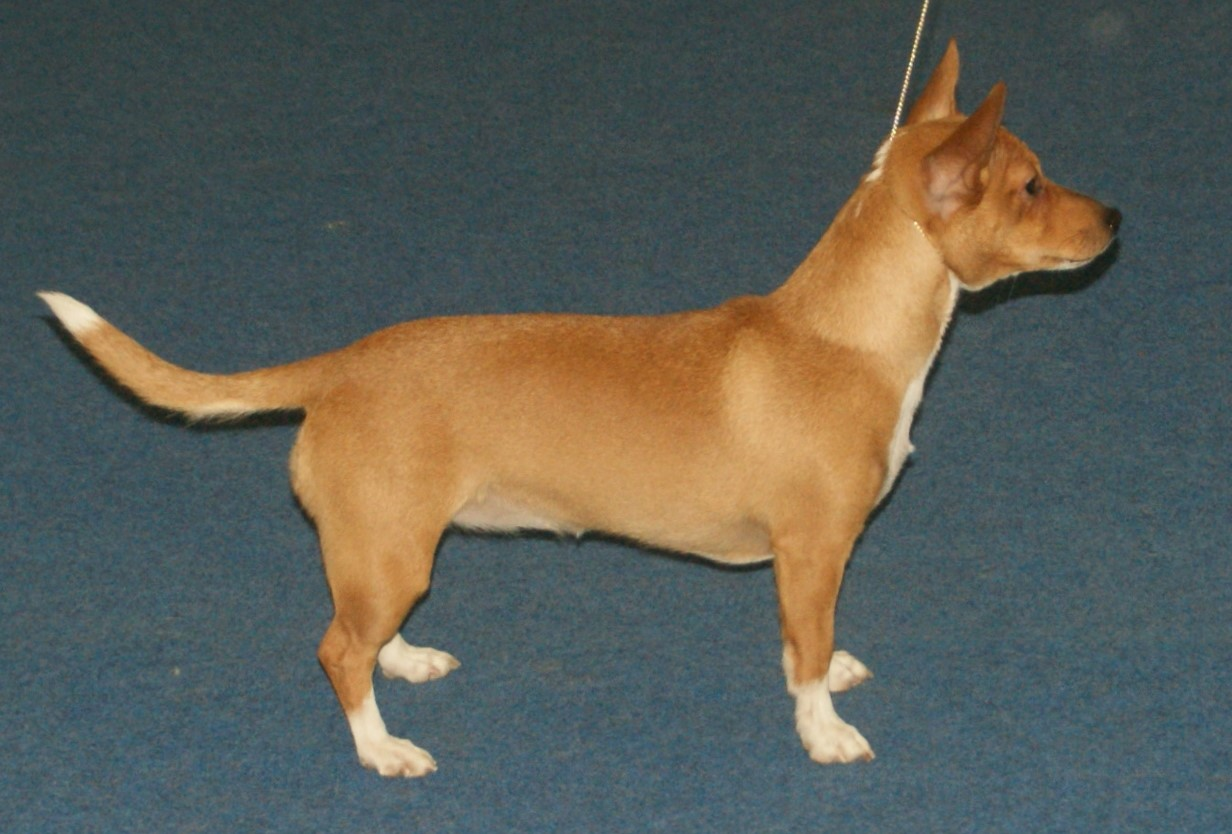
Podengo portoghese pegueno a pelo liscio

Il Podengo portoghese è una razza di segugio originaria del Portogallo. Come razza, il Podengo si divide in tre razze di taglia diverse, ciascuna con due tipi di pelo.

## Storia
La razza pare abbia avuto origine in Portogallo nell'antichità da ondate successive di cani importati da commercianti e invasori fenici, romani e moreschi. Sono considerati come "probabilmente il cane da caccia più piccolo del mondo", lavorano da soli o in piccoli branchi, assistondo i cacciatori conducendo i conigli dai loro nascondigli al campo aperto per consentirne la cattura.

## Caratteristica
I loro cappotti sono corti e lisci o più lunghi e crespi. La varietà con cappotto liscio è quella tradizionale, mentre la varietà con rivestimento in crespo è il risultato dell'assimilazione di varie altre razze durante il XX secolo. In generale, la razza è sana; la varietà Pequeno (piccola) ha una vita media di circa 15-17 anni.
Tutti i tipi di Podengo sono cani resistenti, intelligenti e vivaci, che eccellono nell'agilità e sono ottimi compagni. Fedeli e senza paura, i Podengos sono anche buone guardie domestiche e sono disponibili all'addestramento da parte di persone esperte di cani e di coloro che amano il comportamento del cane primitivo (non raffinato, "meno addomesticato").
Appassionati di cani da caccia, il Podengo ha un'affinità per la selvaggina indipendentemente dalle dimensioni. In genere, i cani cacciano in branco con il loro conduttore che segue. Quando viene trovata la selvaggina, la uccidono e la recuperano o la spostano verso il cacciatore per consentire al cacciatore di sparargli.
Ogni categoria di taglia caccia tradizionalmente selvaggina appropriata alla loro taglia e temperamento. (Pequeno: conigli, Medio: conigli e cinghiali, Grande: cervi e cinghiali).

## Tipi e varietà
Ci sono tre dimensioni di Podengo Portoghese: Podengo Pequeno (piccolo), Podengo Medio e Podengo Grande.